# Якобея
Якобея (лат. Jacobaea) — род цветковых растений семейства Астровые (Сложноцветные). Большинство видов этого рода ранее включались в род Крестовник (Senecio).
Некоторые виды культивируются как декоративные растения. В числе представителей рода есть ядовитые.

## Описание
Представители рода — двулетние или многолетние травы, полукустарники и кустарники.
Листья перисторассечённые, перистонадрезанные или лировидные, редко дваждыперистые, голые или паутинисто опушенные.
Соцветие — корзинка. Язычковые цветки 10—20, редко менее, жёлтые. Обёртка двурядная, наружных листочков обычно мало.

## Классификация

### Таксономия[2]
Jacobaea Mill., 1754, Gard. Dict. Abr., ed. 4. [667]
Род Якобея относится к семейству Астровые (Asteraceae) порядка Астроцветные (Asterales). Кладограмма в соответствии с Системой APG IV:
|  |                                      |  |                                   |                                   |                    |  | ещё 10 семейств |               |               |                                                                                |
|  |                                      |  |                                   |                                   |                    |  |                 |               |               | 68 подтвержденных и 27 в статусе "непроверенных" видов и инфравидовых таксонов |
|  |                                      |  |                                   | порядок Астроцветные              |                    |  |                 |               | род Якобея    |                                                                                |
|  |                                      |  |                                   | порядок Астроцветные              |                    |  |                 |               | род Якобея    |                                                                                |
|  | отдел Цветковые, или Покрытосеменные |  |                                   |                                   | семейство Астровые |  |                 |               |               |                                                                                |
|  | отдел Цветковые, или Покрытосеменные |  |                                   |                                   |                    |  |                 |               |               |                                                                                |
|  |                                      |  | ещё 63 порядка цветковых растений | ещё 63 порядка цветковых растений |                    |  |                 | ещё 1804 рода | ещё 1804 рода |                                                                                |
|  |                                      |  |                                   | ещё 63 порядка цветковых растений |                    |  |                 |               | ещё 1804 рода |                                                                                |

## Виды
Некоторые из них:
- Jacobaea aquatica  (Hill)  G.Gaertn., B.Mey. & Scherb.  — Якобея водная
- Jacobaea borysthenica  (DC.)  B.Nord. & Greuter
- Jacobaea erucifolia  (L.)  P.Gaertn., B.Mey. & Schreb.  — Якобея эруколистная
- Jacobaea maritima  (L.)  Pelser & Meijden  — Якобея приморская
- Jacobaea paludosa  (L.)  G.Gaertn., B.Mey. & Scherb.  — Якобея болотная
  - Jacobaea paludosa subsp. lanata (Holub) B.Nord. & Greuter — Якобея болотная подвид шерстистая, или Якобея татарская
- Jacobaea pseudoarnica Less. — Якобея лжеарниковая
- Jacobaea vulgaris Gaertn. — Якобея обыкновенная